# Солнечные часы Киево-Могилянской академии
Солнечные часы Киево-Могилянской академии — солнечные часы, памятник науки конца XVIII века. Расположен в Киеве посреди внутреннего двора бывшего Братского Богоявленского монастыря между братскими кельями и трапезной по адресу: улица Григория Сковороды, 2.

## История
Часы построены по проекту преподавателя математики Киево-Могилянской академии француза Пьера Брульйона как наглядное пособие для студентов.
В 1871 году отреставрированы профессором академии П. Скворцовым. Поврежденные в 1941—1944 годах, в 1950-х годах были отремонтированы, в 1970 году реставрированы.

## Описание
Принадлежит к солнечным часам вертикального типа. Кирпичный, в виде колонны дорического ордера, на небольшом квадратном пьедестале. Её венчает глава, которая завершается шпилем с флюгером. Посередине колонны — вертикальные металлические циферблаты с разграфкой, оцифровкой и вертикальными фигурными пластинками-гномонами. На каждом циферблате надпись:
- «Часы восточные»;
- «Часы западные»;
- «Часы полуденные»;
- «Часы северные».

На южном циферблате указана дата 1823, которая является вероятным годом изготовления циферблата.